# Renovación Costarricense

Bandera utilizada por el partido en sus primeras participaciones electorales. Debió dejar el uso del pez cuando un recurso de amparo electoral determinó que el mismo era un símbolo religioso, lo que está prohibido en la legislación costarricense.

Renovación Costarricense (PRC) es un partido de bases cristianas costarricense fundado por ciudadanos de Hatillo y algunos ex adherentes del Partido Alianza Nacional Cristiana, así como de otros partidos. Sus dirigentes son pastores evangélicos, así como está dirigido hacia la minoría cristiana evangélica del país. No obstante mientras la población evangélica costarricense se calcula en al menos el 14%, el partido en sí mismo suele recibir menos del 1% de los votos.

## Historia
El primer partido cristiano costarricense (enfocado en conseguir el voto de la comunidad evangélica) fue Alianza Nacional Cristiana (PANC) fundado en 1986 y del cual, Justo Orozco fue uno de sus dirigentes[cita requerida]. El PANC nunca obtuvo ningún éxito electoral y no consiguió elegir diputados ni ningún otro puesto. Tras una fuerte escisión, se conforma el Partido Renovación Costarricense por varios exmiembros de Alianza Nacional Cristiana y vecinos organizados de la zona de Hatillo, donde se encuentra la sede del partido.
El primer candidato presidencial de Renovación para las elecciones de 1998 fue el izquierdista limonense Sherman Thomas Jackson, que luego se separaría del partido y se uniría a la Alianza Patriótica. En esta elección el partido logra colocar por primera vez a Justo Orozco en la Asamblea Legislativa. El Partido se opuso al Tratado de Libre Comercio entre Costa Rica y Chile.
Para la siguiente elección se propone como candidato presidencial al mismo Orozco, que logra un 0,9% de los votos. Renovación obtiene de nuevo un diputado, Carlos Luis Avendaño Calvo, que se alejaría de las filas del partido y fundaría Restauración Nacional.
Además se logra nombrar un regidor municipal en los Concejos de Osa, Corredores, San Ramón, Santa Cruz, Carrillo, Sarapiquí y La Unión.
En las elecciones municipales del 2002 RC logró elegir 48 síndicos y concejales en distintos cantones rurales.
El candidato presidencial de Renovación para las elecciones de 2006 fue el pastor Bolívar Serrano Hidalgo, que obtuvo el 0,9% de los votos. No se lograron diputados, pero sí 4 regidores en cantones rurales. En las municipales de ese año Renovación logró elegir 17 concejales de distrito y un síndico. En la coyuntura del Movimiento Patriótico contra el Tratado de Libre Comercio entre Estados Unidos, Centroamérica y República Dominicana, el Partido conformó parte del movimiento por el No. El Comité Ejecutivo en ese momento, encabezado por Justo Orozco y Jimmy Soto Solano, realizó una de las propuestas de referéndum ciudadano que no fue acogida por el Tribunal Supremo de Elecciones. Asimismo, el partido formó parte de la organización electoral de la campaña por el No en el proceso de referéndum del año 2007.
La candidata presidencial de Renovación en las presidenciales del 2010 es la exalcaldesa suplente de Tibás y abogada Mayra González León, que obtiene alrededor del 0,7% de los votos. Se obtiene de nuevo una curul legislativa en la provincia de San José, ocupada de nuevo por Justo Orozco. Además se logra un regidor en el cantón de Sarapiquí, uno en San Carlos, uno en Corredores, uno en Parrita, uno en San Mateo, uno en San Ramón, uno en Pococí, uno en el Central de Limón, uno en Matina y uno en Guácimo.
Durante este período legislativo, Orozco produce muchas polémicas al convertirse en presidente de la Comisión de Derechos Humanos gracias al voto de los diputados del Partido Liberación Nacional, del cual era aliado. Esto por sus posiciones sobre diversos temas controversiales y por haber emitido comentarios que fueron considerados homofóbicos contra la población sexualmente diversa.[cita requerida]
Orozco fue candidato presidencial del partido para las elecciones de 2014 obteniendo 0.1% de los votos y eligiendo dos diputados en la Asamblea. Los diputados de RC conformaron junto a los diputados de los partidos Restauración Nacional, Alianza Demócrata Cristiana y Accesibilidad Sin Exclusión un grupo dentro del plenario apodado "bloque cristiano", de posiciones conservadoras y opuesto principalmente al proyecto de reconocimiento de las parejas del mismo sexo, la fertilización in vitro y cualquier nueva regulación sobre el aborto. En 2015, el diputado Gonzalo Ramírez propuso la prohibición de videojuegos y juguetes bélicos, y de la ropa militar, aduciendo que así no llegarían a manos de los menores de edad. En las elecciones municipales de 2016 el partido perdió sus dos alcaldías y no obtuvo nuevas.
A finales de noviembre de 2016 la Asamblea Nacional del partido expulsó del mismo a los dos diputados que lo representan en la Asamblea; Abelino Esquivel y Gonzalo Ramírez, así como al secretario general Jimmy Soto. Los tres habían tenido diferendos importantes con Justo Orozco, presidente del partido, como este lo manifestó públicamente en una entrevista. Sin embargo el Tribunal Supremo de Elecciones desestimó la causa, por lo cual no pudieron concretar la expulsión. La tendencia de los dos diputados triunfó en las asambleas del partido reemplazando a la tendencia orozquista lo que motivó al fundador Justo Orozco a retirarse del partido al que acusó de «dejar de ser cristiano» y retirarse de la política. El partido postuló a la periodista Stephanie Campos para las elecciones presidenciales de Costa Rica de 2018 obteniendo menos del 1% y quedándose sin representación legislativa. A partir del 2018 el partido inició conversaciones con otras fuerzas políticas de derecha como Nueva Generación, Alianza Demócrata Cristiana, Republicano Social Cristiano, Movimiento Libertario, Accesibilidad Sin Exclusión, Unidos Podemos y un sector de la Unidad Social Cristiana para negociar una coalición conservadora para las elecciones de 2022 pero estas no fructificaron y la coalición fue descartada.

## Elecciones presidenciales
| Elecciones presidenciales |                  |        |       |          |
| Año                       | Candidato        | Votos  | %     | Posición |
| 1998                      | Sherman Thomas   | 19 313 | 1.39% | 5°       |
| 2002                      | Justo Orozco     | 16 404 | 1.07% | 5°       |
| 2006                      | Bolívar Serrano  | 15 539 | 0.96% | 8°       |
| 2010                      | Mayra González   | 13 945 | 0.72% | 6°       |
| 2014                      | Justo Orozco     | 16 716 | 0.81% | 8°       |
| 2018                      | Stephanie Campos | 12 288 | 0.57% | 11°      |

## Elecciones legislativas
|  | 2.0 % |

|  | 3.6 % |

|  | 3.4 % |

|  | 3.8 % |

|  | 4.0 % |

|  | 1.9 % |